# Nhân giống thuần chủng
Nhân giống thuần chủng là cho giao phối giữa các cá thể đực và cái của cùng một giống để thu được đời con mang 100% gene của giống đó.

## Mục đích
- Tạo nên tính đồng nhất về các đặc điểm ngoại hình và tính năng sản xuất của các cá thể trong cùng một giống.
- Sử dụng để hoàn thiện các giống bằng cách giữ gìn, củng cố và nâng cao ở đời sau có những giá trị vốn có của nó.

## Nhược điểm
- Đối với giống thuần nguyên thủy, giống địa phương có năng suất thấp khi dùng nhân giống thuần chủng để nâng cao phẩm chất giống sẽ đòi hỏi nhiều thời gian.

## Điều kiện
- Giống thuần chủng phải có số lượng lớn và phân bố tương đối rộng.
- Phải nghiên cứu các đặc điểm hình thái và sản xuất, xác định độ liên quan về huyết thống.
- Phải tiến hành nuôi dưỡng chọn lọc gia súc non và gia súc hậu bị theo định hướng của giống thuần.

## Các hình thức
- Nhân giống thuần chủng đồng huyết.
- Nhân giống thuần chủng không đồng huyết
- Nhân giống theo dòng.